# Cycas glauca
Cycas glauca — вид голонасінних рослин класу саговникоподібні (Cycadopsida).
Етимологія: з грецької, glaucus означає з блакитним восковим нальотом, з посиланням на голубувате листя.

## Опис
Стебла деревовиді. Широкі синюваті листки.

## Поширення, екологія
Країни поширення: Індонезія (Малі Зондські острови); Східний Тимор. Росте у прибережних лісах, як на великій височині, так і рівнинних лісах.